# Клайв, Роберт (дипломат)
Роберт Генри Клайв (англ. Robert Henry Clive; 23 декабря 1877 — 13 мая 1948) — дипломат Великобритании.
Входил в Тайный совет Великобритании с 1934 года.
Учился в колледже Haileybury и колледже Magdalen Оксфорда.
Поступил на дипломатическую службу в 1902 году.
В 1922 году — посол Великобритании в Китае.
Генеральный консул в Баварии в 1923—1924 годах, в Марокко в 1924—1926 годах.
В 1926—1931 годах — посланник Великобритании в Персии.
В 1933—1934 годах — посланник Великобритании при Святом Престоле.
В 1934—1937 годах — посол Великобритании в Японии.
В 1937—1939 годах — посол Великобритании в Бельгии.
В 1939 году оставил дипломатическую службу.
Был женат с 1905 года на дочери en:Kenneth Muir Mackenzie, 1st Baron Muir-Mackenzie.
Рыцарь Великого Креста ордена Святого Михаила и Святого Георгия (1936?7).